# 郑羲
郑羲（426年—492年），字幼驎，荥阳郡开封县（今河南省开封市祥符区）人，北魏官员，荥阳郑氏北祖第六房始祖。

## 生平

### 早年
郑羲是曹魏将作大匠郑浑的八世孙，曾祖郑豁是后燕太常卿，父亲郑晔没有做官，娶长乐潘氏为妻，生有六子，粗野有心志气力。郑羲是郑晔的第六子，文学才能出色，和平年间，被举荐为秀才，尚书李孝伯把女儿嫁给他，魏文成帝拓跋濬末年，郑羲出任中书博士。

### 平定淮北
天安元年（466年）九月，刘宋司州刺史常珍奇占据汝南投降北魏，魏献文帝拓跋弘诏令殿中尚书西河公拓跋石担任都将前往纳降，同时抚慰淮汝地区，派遣郑羲担任拓跋石的参军事。到达上蔡后，常珍奇率领文武官属三百人前来迎接，双方相见后，商议将北魏援军驻扎于汝水北面，没有立即进城。郑羲对拓跋石说：“军机大事贵在速决，现今常珍奇虽到，他的意图不可估量，不如直接入城，夺取城门钥匙，占据官府仓库，虽然这样做并非我们的初衷，关键是以完全控制局面为上。”拓跋石听从了郑羲的话，于是策马直入汝南城。城中还有常珍奇亲兵数百人，在常珍奇的住宅中。拓跋石占据城池后，思想日益傲慢懈怠，设酒宴嬉戏，没有警戒防卫的准备。郑羲对拓跋石说：“我看常珍奇有非常不满的神色，应整肃军队设防，防备突发事件。”当天晚上，常珍奇果然派人烧官府的厢房，想趁着救火时的混乱发难，因为拓跋石有准备才停止。第二天早晨，郑羲带着白虎幡去安抚城中居民，民众的心才安定下来。
天安二年春季（467年）二月，北魏军队向东进攻汝阴，刘宋汝阴郡太守张超坚守不出，拓跋石率领精锐进攻，未能攻克，便退兵至陈城、项城，商议撤兵回长社，等到秋天再攻击。将领们心中乐于早早回兵，都称赞是好主意。郑羲说：“如今张超驱赶市人，背负百斤的粮食，如同蚂蚁聚集在穷苦的城中，性命不能延续一个月，应当安心困守。张超粮食已耗尽，不投降就会逃走，可以抬起脚来等着他们成为囊中之物。如果放弃敌人撤回长社，路途遥远，张超必定会修整城池加深城壕，聚集粮草，将来恐怕难以谋取。”拓跋石不听，撤回长社。到冬天，拓跋石又去进攻张超，张超果然已经设好防备，拓跋石无功而返。过了一年，张超死去，杨文长代替他防守汝阴郡，粮食耗尽城防崩溃，北魏才攻克，最终如同郑羲谋划时所预计。淮北平定后，郑羲升任中书侍郎。

### 安抚河南
延兴五年（475年），年仅十五岁的阳武人田智度妖言蛊惑煽动民众，扰乱京索，北魏朝廷认为郑羲为黄河以南地区众人所仰望，被州郡百姓信任，就派遣郑羲乘驿车前往抚慰劝谕。郑羲到达后，宣告祸福利害，增加招募赏金，一旬之中，民众都分散归家。田智度逃到颍川，不久就被擒获斩首。郑羲因为功劳获赐平昌男，加号鹰扬将军。

### 晚年任职
魏孝文帝初年，郑羲兼任员外散骑常侍，署理宁朔将军、阳武子，太和二年冬十月壬辰（478年11月28日），郑羲奉诏出使刘宋，刘宋主客郎孔道均在客馆中设置宴会招待郑羲，喝酒奏乐之后，孔道均对郑羲说：“音乐如何？”郑羲回答说：“悲伤凄楚有余，典雅方正不足，太过细微，怎么能持久？”宴会上的人都一笑了之，次年萧氏就灭了刘宋。中山王王叡当时非常受到宠信，太和四年（480年）设置王府官吏，郑羲担任中山王王傅。郑羲此后多年没有升官，资产也匮乏，因而请假回归故乡，逗留家中不回朝。等到李冲显贵受宠时，李冲与郑羲结为姻亲，朝廷遣使前往郑羲家中征召他担任中书令。文明太后为父亲燕宣王冯朗在长安建立庙宇，庙宇建成后，命令郑羲兼任太常卿，署理荥阳侯，配备官属，前往长安祭拜新庙，刊刻石碑立于庙前。回朝后，因为出使有功，就赐予郑羲荥阳侯，加给事中，外任安东将军、兖州刺史，署理南阳公。郑羲多有受贿行为，办事以受贿数量而定，他的个性又啬吝，百姓送来礼物的，连一杯酒一块肉的犒劳都不给，西门接受送来的羊和酒，随即就拿到东门去卖。因为郑羲是李冲的姻亲，法官也不纠察检举。酸枣县县令郑伯孙、鄄城县县令童腾、别驾贾德、治中申灵度，都任职清廉正直廉贞，爱护抚恤百姓，郑羲都上表称道推荐，当时的舆论褒扬他。文明太后为魏孝文帝元宏娶郑羲的女儿郑穆姬为嫔，征召他担任秘书监。

### 去世议谥
太和十六年（492年），郑羲去世，虚岁六十七，朝廷赐予布帛五百匹。尚书奏报谥号为宣，魏孝文帝诏令说：“盖上棺材确定谥号，先前典章制度已有条例，惩恶扬善，所以何曾幼年孝顺，贤良的史官不改他‘缪丑’的谥号；贾充在晋朝受宠，正直的士大夫还是确定了‘荒公’的称呼。郑羲虽然久有文事的功劳，但处理政务缺乏清廉。研习古史的效果，未能使朝廷的政策生光；贪昧钱财的议论，已传扬在民众之间。给以美善的谥号，很违背谥号的初衷。而且他前年的选任，并非由于具备才行而得到举荐，自担任职责时，勋劳也没有彰显。尚书何故遗弃公正的情怀，违反明确的典章制度？根据谥法，博闻多见称‘文’，不见贤思齐放任本性称‘灵’。可以赠给郑羲原有官职，加谥号文灵。”，以太牢祭祀，太和十七年四月廿四日（493年5月25日），郑羲归葬于荥阳郡石门东南十三里，三皇山南面。故吏主簿东郡人程天赐等六十人为传扬郑羲的德行，于永平四年（511年）刻碑石铭记。

## 家庭

### 高祖
- 郑略，后赵给事黄门侍郎、侍中、尚书，赠扬州刺史[15]

### 曾祖
- 郑豁，后燕中山尹、太常卿、济南贞公[15]

### 祖父
- 郑温，燕太子瞻事[15]

### 父母
- 郑晔，北魏建威将军、汝阴郡太守[15]
- 长乐潘氏，广平郡太守潘光之女[26]

### 兄弟姐妹
- 郑白驎
- 郑小白，北魏中书博士
- 郑洞林
- 郑叔夜
- 郑连山
- 郑氏，嫁刘宋魏郡弋阳郡二郡太守、豫州刺史韦肃
- 郑氏，嫁北魏建武将军、东兖州刺史、始丰懿侯李璨

### 夫人
- 赵郡李氏，北魏尚书、宣城文昭公李孝伯之女

### 子女
- 郑懿，北魏平东将军、齐州刺史、荥阳穆伯
- 郑道昭，北魏平南将军、秘书监
- 郑氏，长女，嫁北魏显武将军、司徒司马、始丰子李元茂[27][26]
- 郑氏，次女，嫁北魏散骑常侍、太子詹事、七兵殿中吏部三尚书、中军大将军、兖秦相并冀定雍七州刺史、司空公、姑臧伯李韶[28][26]
- 郑氏，第三女，嫁北魏太子中庶子、侍中、吏部尚书、徐雍冀三州刺史卢昶[26]
- 郑氏，第四女，嫁北魏给事黄门侍郎、侍中、殿中尚书、秦州刺史、平陆侯张彝[26]
- 郑氏，第五女，嫁北魏国子博士、廷尉卿崔逸[29][26]
- 郑穆姬，第六女，魏孝文帝妃嫔[26]

## 延伸阅读
[在维基数据编辑]
 《魏書·卷56》，出自魏收《魏书》
 《北史·卷035》，出自李延壽《北史》